# Lindani Dlamini
Lindani Dlamini (8 novembre 1989) è un principe e politico swazilandese.

## Biografia

### Studi e carriera
Il principe Lindani è nato nel 1989, secondogenito di Mswati III e di Sibonelo Mngometulu.
Nell'ottobre 2008 cominciò l'addestramento presso la caserma di Mbuluzi dell'Umbutfo Eswatini Defence Force, diplomandosi nel 2009. Ricopre il grado di maggiore e ha conseguito un diploma militare negli Stati Uniti d'America e alla Reale accademia militare di Sandhurst.
È stato nominato da suo padre direttore degli Affari Economici dell'Ufficio del Re all'inizio di ottobre del 2020, per essere succeduto dalla sorella Sikhanyiso come comunicato nel gennaio 2024.
È stato anche membro del consiglio dell'Eswatini Revenue Service (ERS), agenzia semi-autonoma di amministrazione delle entrate. A ottobre 2023 è diventato membro del Parlamento entrando a far parte della Camera dell'assemblea su nomina del padre.

### Filantropia e matrimonio
Ha fondato la Lihle LeMaswati Foundation, che provvede alle tasse scolastiche dei bambini e alla costruzione di abitazioni per gli anziani, intorno al 2011.
L'11 settembre 2021 ha sposato Fatima Loureiro (1994), Miss Teen Swaziland e Miss Photogenic nel 2011, che ha così assunto il titolo di "Inkhosikati LaNdwandwe".

## Discendenza
Lindani Dlamini e Fatima Loureiro hanno una figlia:
- Principessa Lisulakhe Sigodlo Dlamini (3 novembre 2021).

## Titoli e trattamento
- 8 novembre 1989 - 19 aprile 2018: Sua Altezza Reale, il principe Lindani dello Swaziland
- 19 aprile 2018 - attuale: Sua Altezza Reale, il principe Lindani di eSwatini

## Ascendenza
|                            |     |                    | Genitori           |  |  | Nonni |  |  | Bisnonni                 |  |  | Trisnonni                  |  |
|                            |     |                    |                    |  |  |       |  |  | Ngwane V dello Swaziland |  |  | Dlamini IV dello Swaziland |  |
|                            |     |                    |                    |  |  |       |  |  | Ngwane V dello Swaziland |  |  | Dlamini IV dello Swaziland |  |
|                            |     | Labotsibeni Mdluli |                    |  |  |       |  |  | Ngwane V dello Swaziland |  |  |                            |  |
| Sobhuza II dello Swaziland |     |                    |                    |  |  |       |  |  | Ngwane V dello Swaziland |  |  |                            |  |
|                            |     | Lomawa Ndwandwe    | Ngolotjeni Nxumalo |  |  |       |  |  |                          |  |  |                            |  |
|                            |     | Lomawa Ndwandwe    | Ngolotjeni Nxumalo |  |  |       |  |  |                          |  |  |                            |  |
|                            |     | Lomawa Ndwandwe    | Msindvose Ndlela   |  |  |       |  |  |                          |  |  |                            |  |
| Mswati III di eSwatini     |     | Lomawa Ndwandwe    |                    |  |  |       |  |  |                          |  |  |                            |  |
|                            |     | Mfelani Tfwala     | ...                |  |  |       |  |  |                          |  |  |                            |  |
|                            |     | Mfelani Tfwala     | ...                |  |  |       |  |  |                          |  |  |                            |  |
|                            |     | Mfelani Tfwala     | ...                |  |  |       |  |  |                          |  |  |                            |  |
| Ntfombi Tfwala             |     | Mfelani Tfwala     |                    |  |  |       |  |  |                          |  |  |                            |  |
|                            |     | ...                | ...                |  |  |       |  |  |                          |  |  |                            |  |
|                            |     | ...                | ...                |  |  |       |  |  |                          |  |  |                            |  |
|                            |     | ...                |                    |  |  |       |  |  |                          |  |  |                            |  |
| Lindani Dlamini            |     | ...                |                    |  |  |       |  |  |                          |  |  |                            |  |
|                            | ... | ...                |                    |  |  |       |  |  |                          |  |  |                            |  |
|                            | ... | ...                |                    |  |  |       |  |  |                          |  |  |                            |  |
|                            | ... | ...                |                    |  |  |       |  |  |                          |  |  |                            |  |
| Percy Sipho Mngometulu     | ... |                    |                    |  |  |       |  |  |                          |  |  |                            |  |
|                            |     | ...                | ...                |  |  |       |  |  |                          |  |  |                            |  |
|                            |     | ...                | ...                |  |  |       |  |  |                          |  |  |                            |  |
|                            |     | ...                | ...                |  |  |       |  |  |                          |  |  |                            |  |
| Sibonelo Mngometulu        |     | ...                |                    |  |  |       |  |  |                          |  |  |                            |  |
|                            |     | ...                | ...                |  |  |       |  |  |                          |  |  |                            |  |
|                            |     | ...                | ...                |  |  |       |  |  |                          |  |  |                            |  |
|                            |     | ...                | ...                |  |  |       |  |  |                          |  |  |                            |  |
| Ntombi                     |     | ...                |                    |  |  |       |  |  |                          |  |  |                            |  |
|                            |     | ...                | ...                |  |  |       |  |  |                          |  |  |                            |  |
|                            |     | ...                | ...                |  |  |       |  |  |                          |  |  |                            |  |
|                            |     | ...                | ...                |  |  |       |  |  |                          |  |  |                            |  |
|                            |     | ...                |                    |  |  |       |  |  |                          |  |  |                            |  |